# Zamek w Laszkach Murowanych
Zamek w Laszkach Murowanych – wybudowany przez rodzinę Tarłów w połowie XVI w., jako jeden z najpiękniejszych na Rusi.

## Historia
Zamek jako wiano w 1592 r. otrzymują Mniszchowie a dokładniej Jerzy Mniszech, wojewoda sandomierski, pierwszy właściciel z tej rodziny. Od 1604 r. warownia, w zastaw pod pożyczkę, przechodzi w ręce Drugethów. Mniszchowie w 1638 r. odzyskują zamek, w których posiadaniu był do 1815 r., kiedy to sprzedali go Edwardowi Zerboni de Spoletti. W 1835 r. cały kompleks spłonął. Następnie warownia była własnością Marcelego Bogdanowicza, a potem od 1861 r. Michała hr. Krasickiego.

## Zamek strażniczy
Zamki w Laszkach Murowanych i w pobliskim Dobromilu oprócz funkcji reprezentacyjnej pełniły również funkcję zamków strażniczych, wybudowanych na terenie częstych najazdów Kozaków, Tatarów czy Turków. W warowniach stacjonowały oddziały wojska. Podczas najazdów były one również ostatnim miejscem schronienia dla okolicznych mieszkańców. Ponieważ dość blisko przebiegała granica z Węgrami, również z tego państwa na polską ludność napadały bandy zbójeckie beskidników.

## Architektura, wyposażenie
Zamek wybudowany został na planie pięcioboku, miał wieżę na 9 pięter wysoką, otoczony był z trzech stron wałami i fosami z czwartej zaś strony bronił dostępu staw obszerny. Ostatni z wałów miał w 3 narożnikach bastiony. Była to wspaniała niegdyś rezydencja Mniszchów, powstała głównie dzięki Jerzemu Mniszchowi. Obronna, otoczona ogromnymi ogrodami. Wewnątrz było 45 bardzo wysokich pokoi o w smaku starożytnym i dwie rycerskie na 60 kroków długie, a na 24 szerokie. Wewnątrz urządzenia były przepyszne, sale marmurem wykładane, gzymsy, sztukaterie pozłacane. W izbach zamkowych były popiersia wszystkich królów polskich oraz inne obrazy. W zamku przechowywana była ogromna kolekcja dzieł sztuki; portrety rodzinne, archiwum i biblioteka Mniszchów, które w XIX w. i XX wiek zostały wysprzedane i uległy rozproszeniu. Po przejęciu Laszek w inne ręce uległ zamek zniszczeniu, rozebrano go, a drogocenne kamienie z rzeźbami, kominki, dachówki gdańskie polewane itp. posprzedawano. Dzieło zniszczenia rozpoczęto w 1832 r. Staroświecka dębowa posadzka, wyrzynana w oryginalne arabeski dostała się stąd do Uherec, w powiecie leskim. Użyto jej na wyłożenie posadzki w tamtejszym dworku. Archiwum zamkowe dostało się na jakiś strych, gdzie długo trupieszało; w 1850 r. wykrył jej przypadkiem Wincenty Smagłowski. Mimo że ucierpiało ono wiele przez zaciekanie dachu, pod którym było złożone, kurator Zakładu Ossolińskich nabył to, co się dało uratować. Były to liczne dokumenty od początku XVII w. do XVIII w., diariusze sejmów i mowy na nich głoszone, instrukcje ziem i powiatów, dawane posłom wyprawianym na sejmiki, uchwały czyli lauda sejmików, relacje poufne, instrukcje dawane posłom zagranicznym w odpisach, raporty wojenne i listy prywatne z pola bitew, tudzież odpisy niektórych traktatów z sąsiednimi mocarstwami i manifestów konfederacji. Główna część tego archiwum grupuje się wokół rodziny Mniszchów. W XIX w. warownię częściowo rozebrano a w 1914 r. zniszczono. Do czasów współczesnych ocalał tylko fragment ściany wschodniego skrzydła oraz fortyfikacje ziemne.
Cztery obrazy autorstwa Szymona Boguszowicza namalowane na zlecenie Jerzego Mniszcha i Jadwigi Tarło, w XVII w. zostały przeniesione do pałacu w Wiśniowcu. Obecnie znajdują się w zbiorach Państwowego Muzeum Historycznego w Moskwie.

## Przypisy

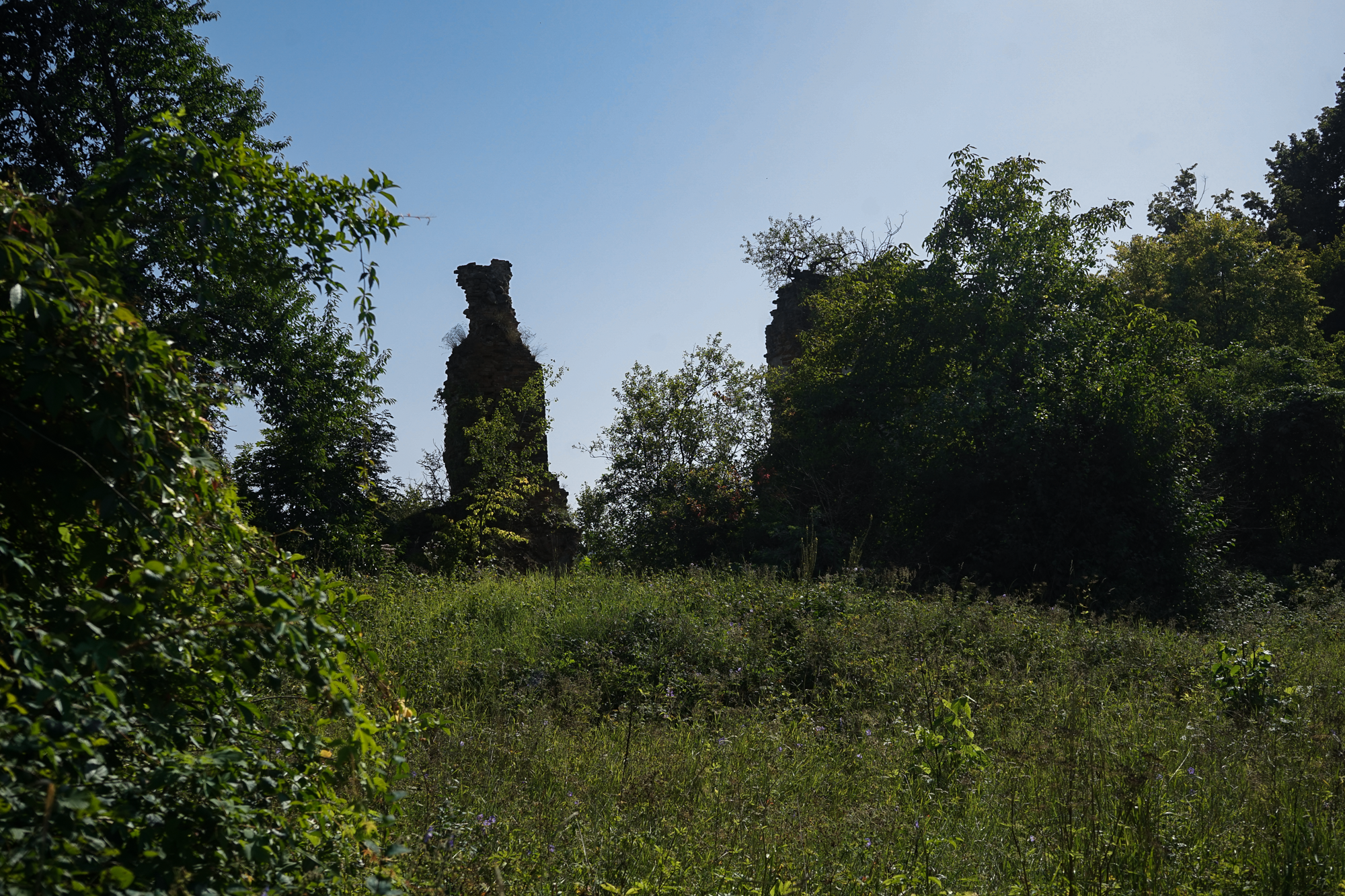
Zamek Mniszchów w Laszkach Murowanych